# Gabriele Henkel
Gabriele Henkel, geb. Hünermann (* 9. Dezember 1931 in Düsseldorf; † 28. September 2017 ebenda), war eine deutsche Kunstsammlerin, Kunstmäzenin, Autorin und Künstlerin. Sie war mit Konrad Henkel verheiratet, dem langjährigen Chef des Henkel-Konzerns.

## Leben

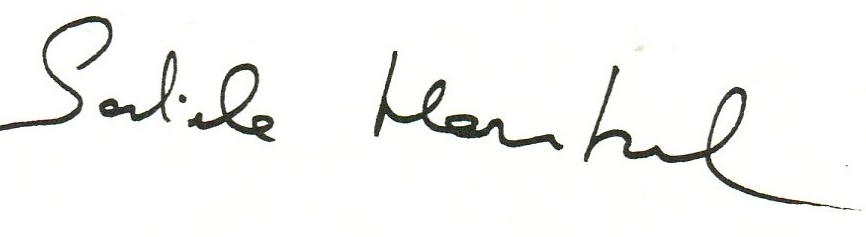
Signatur Gabriele Henkel

Gabriele Hünermann, verheiratete Henkel, war eine Tochter von Theodor Hünermann (1893–1979), seit September 1929 Dozent für Hals-Nasen-Ohren-Heilkunde an der medizinischen Akademie Düsseldorf, ab September 1936 Professor und Leitender Arzt der HNO-Abteilung des Marien Hospitals in Düsseldorf. Nach einer entbehrungsvollen Kriegskindheit ohne Schulbildung schickte sie ihr Vater im Alter von 16 Jahren zu einem Au-pair-Aufenthalt nach London. Danach arbeitete sie als Journalistin bei den Wochenzeitschriften The Observer und Newsweek und war jüngstes Mitglied der Bundespressekonferenz, als sie Konrad Henkel im Rheinischen Karneval traf. Das Paar heiratete im Jahre 1955, sie nahm den Nachnamen ihres Ehemanns an.
In den Jahren von 1970 bis 2000 sammelte sie für das Unternehmen Henkel Kunst aus der ganzen Welt und baute damit die Kunstsammlung des Konzerns auf. Die Werke befinden sich in den Büros, Besprechungszimmern und Mitarbeiterkantinen der Firmenzentrale in Düsseldorf. Die Sammlung umfasst etwa 4000 Werke.
Seit 1972 war sie Mitglied des Internationalen Beirats des Museum of Modern Art in New York.
Über Bazon Brock erhielt sie 1983 einen Lehrauftrag für Kunstgeschichte an der Gesamthochschule Wuppertal. Dort wurde sie Honorarprofessorin für Kommunikationsdesign.
2001 gründete sie die Kythera-Kulturstiftung, die seit 2002 jährlich den Kythera-Preis verleiht.
Gabriele Henkel war Trägerin des Bundesverdienstkreuzes 1. Klasse der Bundesrepublik Deutschland. Im Jahre 2009 ist sie wegen ihres Einsatzes für die Kunst und Kunstvermittlung mit dem Verdienstorden des Landes Nordrhein-Westfalen geehrt worden.
Im Jahr 2016 stellte sie 40 herausragende Stücke der Sammlung der klassischen Moderne und Gegenwartskunst erstmals außerhalb des Unternehmens in der Düsseldorfer Kunstsammlung K 20 aus.
Im August 2017 veröffentlichte sie ihre Memoiren unter dem Titel Die Zeit ist ein Augenblick. Am 28. September 2017 wurde im Düsseldorfer Hetjens-Museum eine Ausstellung mit Werken Gabriele Henkels eröffnet. An der Gestaltung hatte sie entscheidenden Anteil. Während der Vernissage war sie nicht anwesend, sie starb in der darauffolgenden Nacht im Alter von 85 Jahren.
Konrad und Gabriele Henkel sind die Eltern von Christoph Henkel. Ihre Schwester war die Galeristin Hete Hünermann (1939–2001).

## Werke

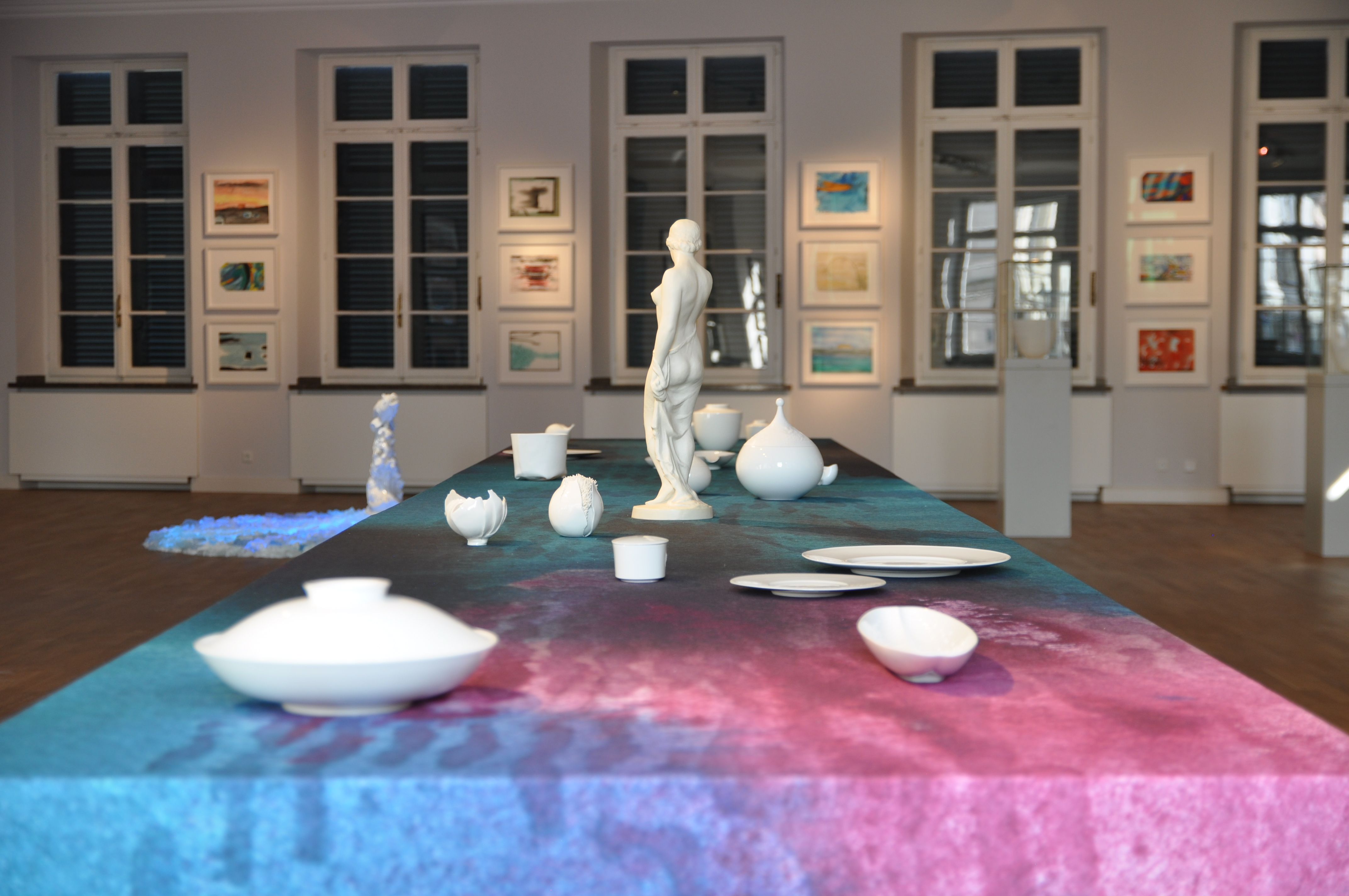
Gabriele Henkels, Ausstellung im Hetjens-Keramikmuseum: „Stilleben - Porzellan und Aquarelle“ (2017)

- Tafelbilder. DuMont Reiseverlag, Köln 1990, ISBN 978-3-7701-2418-3.
- Les beaux restes – Bilder der Vergänglichkeit. Klinkhardt und Biermann, München 1995, ISBN 978-3-7814-0389-5.
- Heine. Ein Bildermärchen. DuMont Reiseverlag, Köln 1997, ISBN 978-3-7701-4192-0.
- Gabriele Henkel: Weiß ist alle Theorie – Zwischenräume. Richter, Düsseldorf 2001, ISBN 978-3-933807-62-5 (Ausstellungskatalog).
- The Collection at Home – Sammlung Henkel. Zwei Bände, DuMont Literatur und Kunst Verlag, Köln 2009, ISBN 978-3-8321-9147-4 und ISBN 978-3-8321-9192-4.
- Aquarelle – Malereien am Wasser. Grupello Verlag, Düsseldorf 2015, ISBN 978-3-89978-228-8.
- Die Zeit ist ein Augenblick: Erinnerungen. Deutsche Verlagsanstalt, München 2017, ISBN 978-3-641-22497-4 (eingeschränkte Vorschau in der Google-Buchsuche – Memoiren).